# Austrophytomyptera malloi
Austrophytomyptera malloi är en tvåvingeart som beskrevs av Blanchard 1962. Austrophytomyptera malloi ingår i släktet Austrophytomyptera och familjen parasitflugor. Inga underarter finns listade.